# Ermita de la Estrella (Lloréns)
La ermita de la Estrella es un edificio del municipio de Llorenç del Penedès (Provincia de Tarragona) protegido como Bien cultural de interés local.

## Descripción

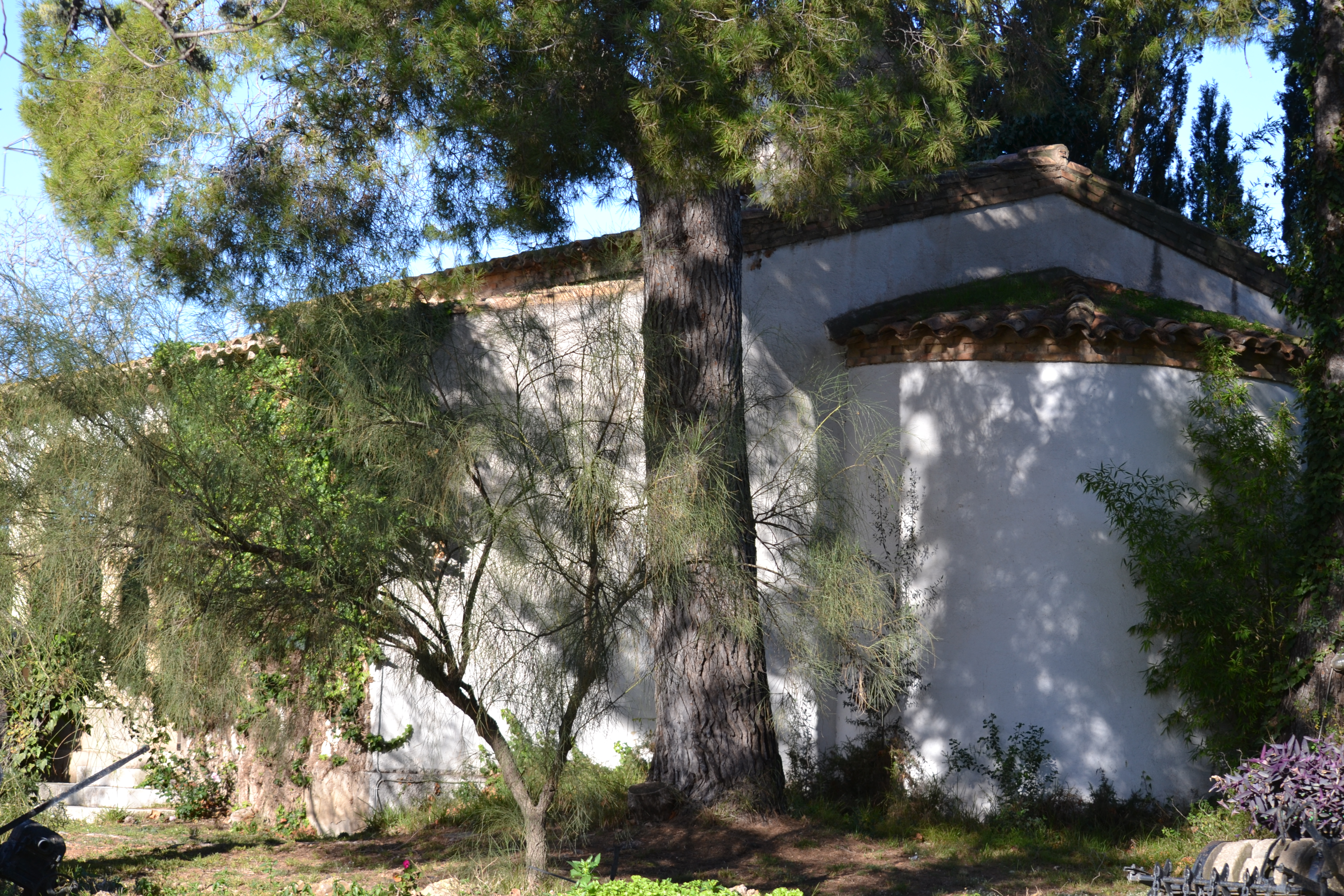
Vista trasera de la ermita con el ábside.

La ermita está situada en el lado izquierdo de la vivienda del ermitaño. Está compuesta de una sola  nave con ábside semicircular, el altar que es una mesa redonda (antigua piedra de molino), de una imagen de la Virgen de la Estrella y de una colección de gozos, sus cubiertas son a dos vertientes. Se accede por una puerta de arco de medio punto precedida por un porche compuesto de cuatro arcadas semicirculares. En el lado derecho, y adosado al edificio, hay un campanario de espadaña de dos cuerpos con una campana. El exterior del edificio está totalmente enlucido y encalado.

## Historia
La ermita alberga la Virgen de la Estrella, patrona de la juventud de la población. La actual ermita fue construida sobre otra anterior, dedicada también a la misma Virgen. Su nueva construcción data de alrededor de 1970 y fue construida al estilo neorrománico.
Cabe mencionar las dificultades que fueron necesarias superar al poner como altar una piedra de molino (redonda) y no la típica mesa rectangular, en consecuencia fue muy difícil conseguir la consagración de un altar redondo.